# Mistrzostwa Polski w Biathlonie 1988
22. Mistrzostwa Polski w biathlonie odbyły się w 1988 w Dusznikach-Zdrój. Rozegrano trzy konkurencje, bieg indywidualny mężczyzn na dystansie 20 kilometrów, bieg sprinterski na dystansie 10 kilometrów i sztafetę 4 x 7,5 km.

## Terminarz i medaliści
| Data | Konkurencja                | Złoto                                                                   | Srebro                                                                  | Brąz                                                                       |
| 1988 | Bieg indywidualny mężczyzn | Jan Ziemianin Turbacz Mszana Dolna                                      | Adam Kania WKS Legia Zakopane                                           | Jan Wojtas Górnik Wałbrzych                                                |
| 1988 | Bieg sprinterski mężczyzn  | Adam Kania WKS Legia Zakopane                                           | Jan Wojtas Górnik Wałbrzych                                             | Leszek Paluch Górnik Wałbrzych                                             |
| 1988 | Bieg sztafetowy mężczyzn   | Górnik Wałbrzych Dariusz Kozłowski Piotr Pluta Leszek Paluch Jan Wojtas | WKS Legia Zakopane St. Zieba Tadeusz Nędza Kubiniec J. Zięba Adam Kania | Dynamit Chorzów Andrzej Kocur Jerzy Gwoździk Marek Stoszko Krzysztof Sosna |